# Comuna Bezimenne, Kozeatîn
Bezimenne (în ucraineană Безіменне) este o comună în raionul Kozeatîn, regiunea Vinnița, Ucraina, formată din satele Bezimenne (reședința), Cernîcikî, Hliborobne, Molodijne și Molotkivți.

## Demografie
Componența lingvistică a satului Bezimenne
     Ucraineană (98,67%)
     Rusă (1,33%)
Conform recensământului din 2001, majoritatea populației satului Bezimenne era vorbitoare de ucraineană (98,67%), existând în minoritate și vorbitori de rusă (1,33%).